# بررسی قانون حقوق بشر کلمبیا
بررسی قانون حقوق بشر کلمبیا (انگلیسی: Columbia Human Rights Law Review) یک مجله حقوقی است که در سال ۱۹۶۷ تأسیس و روی مسائل حقوق بشر تمرکز دارد. این مجله توسط دانشجویان دانشکده حقوق دانشگاه کلمبیا تهیه و ویرایش می‌شود و «به تجزیه و تحلیل و بحث در مورد حقوق بشر و آزادی‌های مدنی تحت قوانین داخلی و بین‌المللی اختصاص دارد.» در سال ۲۰۱۶، این مجله، نشریه اج آر ال آر آنلاین (HRLR Online) را راه اندازی کرد. اج آر ال آر آنلاین (HRLR Online) یک نشریه اینترنتی است که مطالب کوتاهتر و تیزتر حقوق بشری را منتشر می‌کند.

## رتبه‌بندی
این مجله در حال حاضر بالاترین مجله حقوق بشر جهان است. از سال ۲۰۰۶، از میان تمامی مجله‌های حقوقی حقوق بشر در دنیا، بیشترین مراجعه به این مجله شده‌است.